# 34 Caméra
34 Caméra est un magazine mensuel de bande dessinée français disparu. Selon l'historien de la bande dessinée Gérard Thomassian, ce fut le premier magazine de « Petit format » publié en France.
La première publication a été réalisée par les éditions Vaillant en avril 1949. Ce premier fascicule s'intitulait 34, car il comportait trente-quatre pages. Ce titre peu imaginatif a ensuite évolué pour devenir 34 Caméra, puis simplement Caméra.
Cent onze numéros ont paru. Les plus grands dessinateurs de l'après-guerre y contribuèrent : José Cabrero Arnal, Jean-Claude Forest, Gérald Forton, Jean Cézard, Pierre Dupuis, etc.  Le fascicule contenait des histoires d'aventures, de science-fiction, des enquêtes policières, ou des récits d'actualités sportives ou cinématographiques.